# Vossloh G 1000 BB
Als Vossloh G 1000 BB werden die 100 Fahrzeuge einer Baureihe dieselhydraulischer Lokomotiven bezeichnet, die von 2002 bis 2016 durch die Vossloh Locomotives gebaut wurden.
Im deutschen Fahrzeugeinstellungsregister wurde für diese Bauart die Baureihennummer 92 80 1271 vergeben.

## Technische Daten
In der Bauart entspricht die Vossloh G 1000 BB der schwächer motorisierten G 800 BB, die Motorhaube ist nur etwas höher und an den Kanten abgeschrägt.
Ihre Achsfolge ist B’B’. Sie hat eine Leistung von 1.100 kW und erreicht eine maximale Geschwindigkeit von 100 km/h. Je nach Ausrüstungsvariante bringt sie es auf eine Dienstmasse von wahlweise 72 t oder 80 t. Dabei erreicht sie eine Anfahrzugkraft von 259 kN. Ihr Tankinhalt beträgt 3.000 l. Zudem soll die Lok geringe Abgas- und Geräuschemissionen aufweisen.

## Einsatz

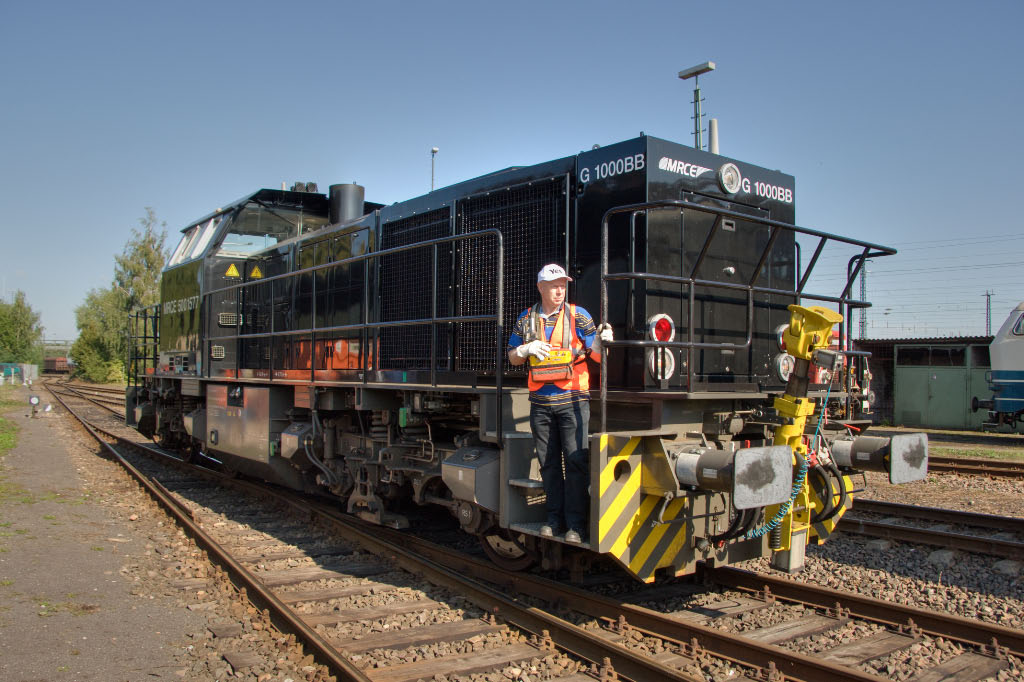
Rangierfahrt mit Fernsteuerung

Die G 1000 BB ist für den schweren Rangier- und leichten Streckendienst einsetzbar. Sie ist in Deutschland, Italien, Luxemburg (CFL-Baureihe 1100) und Frankreich zugelassen.
Bei SBB Cargo tragen sie die Baureihenbezeichnung Am 842. Nur drei Stück der Baureihe sind G 1000 BB, die beiden älteren (ex Sersa) sind MaK G 1204 BB.
Einige Lokomotiven wurden im Jahr 2006 von der damaligen Railion Deutschland (heute DB Cargo Deutschland) angemietet, um die Eignung als mögliche Nachfolge der Baureihe 290/294 zu erproben. Sie erhielten hierzu die Baureihennummer 261, diese buchmäßig geführten Nummern wurden jedoch nicht an den Fahrzeugen angeschrieben. Die Baureihennummer 261 ist inzwischen an die Voith Gravita 10 BB vergeben worden.
Eine Maschine fuhr zwischen 2009 und 2016 auf der Bahnstrecke Kirkenes–Bjørnevatn in Nordnorwegen.

## IPE G 1001
Das italienische Unternehmen IPE Locomotori 2000 in Nogarole Rocca baute 2020 und 2021 fünf als G 1001 bezeichnete Diesellokomotiven, für die Vossloh Locomotives neue Rahmen, Getriebe, Tanks und Drehgestelle der Baureihe G 1000 BB zulieferte. Diese wurden mit 1200 kW leistenden MTU-Dieselmotoren und von IPE konstruierten Aufbauten, Führerstand und Steuerung an italienische Gleisbaubetriebe ausgeliefert. Eine sechste derartige Lokomotive entstand durch Umbau einer G 1000 BB.